# Podgaj (województwo dolnośląskie)
Podgaj – wieś w Polsce położona w województwie dolnośląskim, w powiecie strzelińskim, w gminie Kondratowice.

## Położenie
Podgaj położony jest na wysokości 170 m n.p.m., na trasie Borów-Prusy.

## Podział administracyjny
W latach 1975–1998 miejscowość położona była w województwie wrocławskim.